# Flugunfall auf dem Leopoldsberg von 1955
Koordinaten: 48° 16′ 51,4″ N, 16° 19′ 51,6″ O
Beim Flugunfall auf dem Leopoldsberg von 1955 kollidierte am 10. Oktober 1955 eine Convair CV-340-58 der jugoslawischen Fluggesellschaft JAT beim Anflug auf den Flughafen Wien in dichtem Nebel mit dem Gelände, wobei 7 der 29 Insassen getötet wurden.

## Fluggerät
Die Convair 340-58 mit der Werknummer 178 war seit 1954 bei der JAT im Einsatz. JAT erhielt im selben Jahr zwei weitere CV-340, wobei eine am 22. Dezember 1956 beim Landeanflug auf den Flughafen München-Riem bei Grub und die andere am 4. Februar 1961 in Titograd verunglückte.

## Flugverlauf
Die Maschine war um 13:30 Uhr vom Flughafen Belgrad gestartet, die Route sollte mit einem planmäßigen Zwischenstopp in Wien nach London führen. An Bord waren 25 Passagiere und vier Besatzungsmitglieder. Der verantwortliche Pilot auf diesem Flug war Romeo Adun, sein Copilot Rista Kostic.
Der Anflug auf den Flughafen Wien war auf der Landebahn 12/30 mit einem Anflug über Süden, entlang der Donau stromaufwärts, um 15:30 Uhr geplant. Aufgrund des in Wien herrschenden dichten Nebels wurde eine verlängerte Warteschleife geflogen. Wetterbedingt entschieden sich lediglich die Piloten einer weiteren Maschine in Schwechat zu landen. Die anderen Maschinen flogen Ausweichflughäfen an, so z. B. den Flughafen Linz-Hörsching. Die Piloten nahmen um 15:25 Uhr Funkkontakt mit dem Tower in Wien auf und ersuchten um Landegenehmigung. Der Tower erteilte diese und gab Anweisung, auf 3.500 Fuß (1.000 Meter) zu bleiben und bei Erreichen des Landekurssenders auf den Kurs der Landebahn einzudrehen und mit dem Sinkflug zu beginnen. Die Piloten drehten um 15:30 Uhr über eine eingeleitete Linkskurve auf den Landebahnkurs von 113° ein und erhielten nach neuerlichem Funkkontakt Landegenehmigung. Darauf wurden das Fahrwerk und die Landeklappen ausgefahren und mit dem Sinkflug begonnen.
In einer Höhe von knapp 400 Metern berührte die Maschine Baumwipfel des 425 m hohen Leopoldberges, worauf die Piloten den Fehler erkannten und noch versuchten, die Maschine hochzuziehen. Augenzeugen berichteten den Einschlag um 15:42 Uhr in der Nähe der Josefinenhütte an der Wiener Höhenstraße.
Das Flugzeug zerbrach in zwei Teile, wobei der vordere Teil komplett zerstört wurde. Der Kapitän und sechs weitere Insassen starben bei dem Aufprall, 17 weitere wurden verletzt. Der Copilot wurde aus dem Cockpit geschleudert und überlebte den Unfall schwer verletzt. Sechs Personen überstanden den Unfall unverletzt und konnten das Wrack  selbstständig verlassen.

## Unfallursache

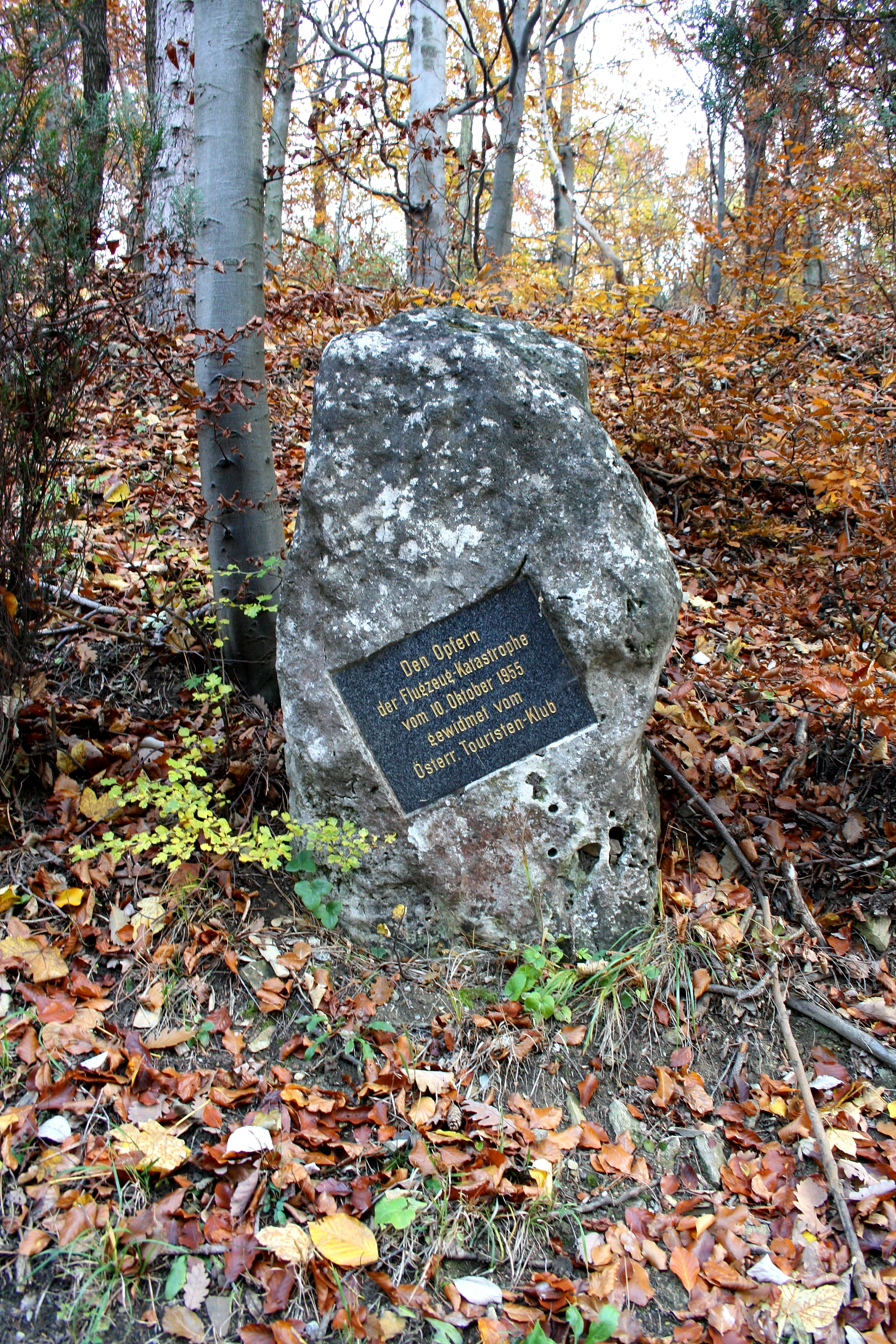
Der Gedenkstein des ÖTK an der Wiener Höhenstraße

Der Unfall wurde vom Bundesamt für Zivilluftfahrt in Wien untersucht. Die Flugunfallkommission stellte fest, dass der Unfall auf einen zu weit gezogenen Bogen vor der Landung mit einem damit verbundenen Orientierungsverlust und der daraus resultierenden Fehlinterpretation der Flughöhe zurückzuführen war. Die Piloten flogen acht Minuten entlang der Donau stromaufwärts, gerieten dabei nördlich des Kahlenberges und waren somit weiter nördlich von ihrer vermuteten Position. Beim Eindrehen auf den Landekurssender in der Verlängerung der Landebahn wurde mit dem Landeanflug begonnen und damit direkt auf den Berghang zugeflogen. Die Überlebenden berichteten, dass die Piloten kurz vor der Kollision die Maschine hochgezogen und damit wohl noch höhere Verluste an Menschenleben verhindert hatten.
Das Wrack wurde drei Tage später von der Unfallstelle abtransportiert und nach der Untersuchung durch die Behörden von einem Schrotthändler aus Wien aufgekauft und verwertet. Vom Österreichischen Touristenklub wurde am 21. April 1956 an der Absturzstelle ein Gedenkstein flankiert von zwei Zypressen errichtet.